# غاري سانشيز
غاري سانشيز هو لاعب كرة قاعدة دومينيكاني، ولد في 2 ديسمبر 1992 في سانتو دومينغو في جمهورية الدومينيكان.

## وصلات خارجية
- غاري سانشيز على موقع دوري كرة القاعدة الرئيسي (الإنجليزية)
- غاري سانشيز على موقعبيزبول رفرنس.كوم (الدوري الرئيسي) (الإنجليزية)
- غاري سانشيز على موقعبيزبول رفرنس.كوم (الدوري الثانوي) (الإنجليزية)
- غاري سانشيز على موقع إي إس بي إن.كوم (أم.أل.بي) (الإنجليزية)
- غاري سانشيز على موقع مشجعي الرسوم البيانية (الإنجليزية)